# Anthony Shirley
Anthony Shirley, conosciuto anche col cognome di Sherley (Wiston, 1565 – Madrid, 1635), è stato un nobile, avventuriero e diplomatico inglese.
Inviato speciale dello scià dell'Impero persiano nella prima ambasciata in Europa, venne imprigionato nel 1603 per ordine di re Giacomo I d'Inghilterra. Quel fatto portò la House of Commons ad utilizzare dopo diverso tempo il proprio privilegio di garantire la libertà ad un proprio membro con un documento noto come The Form of Apology and Satisfaction.

## Biografia
Anthony Shirley era il figlio secondogenito di Sir Thomas Shirley di Wiston, nel Sussex, e di sua moglie Anne Kempe, figlia di sir Thomas Kempe (m. 7 marzo 1591) di Olantigh presso Wye, Kent. Suo fratello maggiore era Sir Thomas Shirley, mentre suo fratello minore era sir Robert Shirley, che fu coinvolto con lui nella vicenda delle ambasciate persiane; oltre a loro tre, altre sei sorelle sopravvissero all'infanzia.
Shirley studiò all'Università di Oxford e si formò militarmente a fianco delle truppe inglesi impegnate nei Paesi Bassi durante una spedizione in Normandia nel 1591 sotto il comando di Robert Devereux, II conte di Essex, imparentato con sua moglie, Frances Vernon; in quel frangente, Anthony ottenne il cavalierato da Enrico di Navarra (futuro Enrico IV di Francia), evento per il quale si fece malvolere alla corte inglese e venne brevemente imprigionato in patria.
Nel 1596 condusse una spedizione piratesca lungo la costa occidentale dell'Africa e poi in America centrale, razziando la Giamaica spagnola l'anno successivo. Secondo Anthony Standen salpò da Plymouth il 21 maggio 1596 con cinque navi e col supporto finanziario del conte di Essex ma aveva sperato di poter comandare una flotta più grande. Minacciato da un ammutinamento, tornò a Londra con una sola nave nel 1597.
Nel 1598 guidò alcuni volontari inglesi in Italia per prendere parte alla disputa su Ferrara; la disputa però era già stata risolta quando lui si trovava ancora a Venezia e per quello decise autonomamente di recarsi in Persia per di inaugurarvi nuove tratte commerciali, sfruttando l'astio che i persiani avevano in quel tempo nei confronti dei turchi ottomani. Raggiunse quindi Costantinopoli e poi Aleppo, venendo ricevuto dallo scià Abbas I di Persia che gli concesse il titolo di mirza (principe) e, grazie a lui, garantì specifici diritti ai mercanti cristiani presenti in Persia.
Quindi, come inviato speciale dello scià, tornò in Europa e visitò Mosca, Praga, Roma e altre capitali del continente, ma il governo inglese non gli permise di tornare in patria. Due membri della sua spedizione fecero ritorno a Londra e diedero alle stampe un pamphlet anonimo dal titolo The True Report of Sir Anthony Shirley's Journey, che, oltre all'incontro di sir Anthony a Roma con l'attore William Kempe, evocava chiari riferimenti al "Sophi - lo scià - nell'opera shakspeariana La dodicesima notte (1601-1602).
Venne imprigionato per un breve periodo di tempo a Venezia, nel 1605 si recò a Praga, e venne inviato da Rodolfo II del Sacro Romano Impero per suo conto in missione in Marocco; successivamente andò a Lisbona e a Madrid, dove venne calorosamente ricevuto. Il re di Spagna lo nominò ammiraglio della flotta incaricata di servire nel Levante, ma l'unico risultato che ottenne fu una spedizione inconcludente contro l'isola di Mitilene. Dopo di ciò venne privato del suo comando. Shirley, già conte del Sacro Romano Impero, morì a Madrid nel 1635.
Shirley scrisse un resoconto delle sue avventure dal titolo Sir Anthony Sherley: his Relation of his Travels into Persia (1613), il cui manoscritto originale è conservato oggi presso la Bodleian Library di Oxford.